# Anaspis melanostoma
Anaspis melanostoma là một loài bọ cánh cứng trong họ Scraptiidae. Loài này được Costa miêu tả khoa học năm 1854.